# J.C. Bloem-poëzieprijs
De J.C. Bloem-poëzieprijs is een tweejaarlijkse Nederlandse prijs voor poëzie. De prijs, groot 2500 euro, is in het leven geroepen door de stichting Mr. J.C. Bloem-Poëzieprijs en de gemeente Steenwijkerland. Ze is bedoeld om de nagedachtenis aan de dichter J.C. Bloem levend te houden. In 2003 werd deze prijs voor de beste tweede bundel voor het eerst uitgereikt. De jury werd toen voorgezeten door Jeltje van Nieuwenhoven. Vanaf 2013 tot 2017 was Saskia Stuiveling juryvoorzitter en sinds 2018 bekleedt Roger van Boxtel deze functie.

## Winnaars
- 2023: Iduna Paalman Bewijs van bewaring
- 2021: Moya de Feyter met Massastrandingen[1]
- 2019: Jonathan Griffioen met Gedichten met een Mazda 626
- 2017: Maarten van der Graaff met Dood Werk
- 2015: Els Moors met Liederen van een kapseizend paard
- 2013: Mischa Andriessen met Huisverraad
- 2011: Ester Naomi Perquin met Namens de ander
- 2009: Maria Barnas met Er staat een stad op
- 2007: Hanz Mirck met Wegsleepregeling van kracht
- 2005: Hagar Peeters met Koffers zeelucht
- 2003: Paul Marijnis met Roze zoenen